# Bisegna
Bisegna község (comune) Olaszország Abruzzo régiójában, L’Aquila megyében.

## Fekvése
A megye dél-keleti részén fekszik. Határai: Gioia dei Marsi, Ortona dei Marsi, Pescasseroli, Scanno és Villalago.

## Története
Első írásos említése a 12. századból származik, a Catalogus baronumból Visinum néven. A következő századokban nemesi birtok volt. A 19. század elején, amikor a Nápolyi Királyságban felszámolták a feudalizmust előbb Ortona része lett, majd 1829-ben önálló község. Korabeli épületeinek nagy részét elpusztította az 1915-ös földrengés.

## Népessége
A népesség számának alakulása:

## Főbb látnivalói
- Madonna delle Grazie-templom
- San Sebastiano al Fiume-templom
- San Giovanni Battista-templom
- San Pancrazio-templom
- Madonna di Loreto-templom
- Santa Maria Assunta-templom